# Tessa Dullemans
Tessa Dullemans, född 2 juli 1997 i Rotterdam, är en nederländsk roddare.

## Karriär
I oktober 2020 vid EM i Poznań var Dullemans en del av Nederländernas lag som tog brons i åtta med styrman. I augusti 2022 vid EM i München tog hon silver tillsammans Nika Johanna Vos, Ilse Kolkman och Bente Paulis i scullerfyra. Följande månad tog samma båt med roddare även silver vid VM i Račice.
I maj 2023 vid EM i Bled tog Dullemans silver tillsammans med Martine Veldhuis, Lisa Scheenaard och Ilse Kolkman i scullerfyra. I september 2023 vid VM i Belgrad tog hon silver tillsammans med Roos de Jong, Laila Youssifou och Bente Paulis i scullerfyra. Vid olympiska sommarspelen 2024 i Paris tog de silver tillsammans i scullerfyra.
Vid EM 2025 i Plovdiv tog Dullemans guld i dubbelsculler tillsammans med Roos de Jong.